# Zespół Hellera
Zespół Hellera (dziecięce zaburzenie dezintegracyjne; ang. childhood disintegrative disorder, CDD) – rzadkie całościowe zaburzenie rozwoju charakteryzujące się późnym początkiem (po 3. r.ż.) i utratą umiejętności językowych, społecznych i motorycznych.  
Pod względem funkcjonalnym często przypomina niskofunkcjonujący autyzm dziecięcy. W przebiegu zaburzenia mogą pojawiać się halucynacje. Po raz pierwszy zostało opisane w 1908 przez austriackiego pedagoga Theodora Hellera.

Przeczytaj ostrzeżenie dotyczące informacji medycznych i pokrewnych zamieszczonych w Wikipedii.